# Mohamed Hrezi
Mohamed Fuad Hrezi  (28 października 1991) – libijski lekkoatleta, długodystansowiec, olimpijczyk.
W 2016 reprezentował Libię na igrzyskach w Rio de Janeiro. Startował w maratonie mężczyzn, który ukończył na 77 miejscu z czasem 2:21:17. Był chorążym reprezentacji. 

## Rekordy życiowe
| Dystans               | Wynik (s) | Miejsce   | Data             |
| --------------------- | --------- | --------- | ---------------- |
| Bieg na 5000 metrów   | 13:42.80  | Torrance  | 14 kwietnia 2017 |
| Bieg na 10 000 metrów | 28:51.88  | Palo Alto | 4 kwietnia 2014  |
| Bieg maratoński       | 2:18:40   | Ottawa    | 29 maja 2016     |